# 슈퍼 마리오 랜드
《슈퍼 마리오 랜드》는 닌텐도가 제작한 1989년 플랫폼 게임이다. 《슈퍼 마리오》 시리즈 작품으로 닌텐도의 휴대용 게임기 게임보이와 함께 동시발매 게임으로서 발매됐다. 일본에서 1989년 4월 처음 출시됐다.
게임플레이상 1985년 《슈퍼 마리오 브라더스》와 유사하나, 타 《슈퍼 마리오》 게임들과 달리 사라사랜드를 무대로 새로이 등장하는 데이지 공주를 구출하는 것이 목표이다. 레벨이 게임기의 작은 화면에 맞춰 재설계됐다. 총 12개 레벨이 있으며 《그라디우스》와 유사한 진행형 슈팅 레벨이 2개 포함됐다.
《슈퍼 마리오 랜드》는 닌텐도 CEO 야마우치 히로시가 게임보이와 함께 판매할 게임을 만들라는 지시 하에서 기획됐으며, 게임보이 개발자 요코이 군페이가 관리하는 닌텐도 개발 제1부가 제작했다. 《마리오》 시리즈 사상 첫 번째 휴대용 비디오 게임이자 마리오 제작자 미야모토 시게루가 관여하지 않은 최초의 작품이다. 북미 지역에선 《테트리스》와 함께 게임보이 묶음판매 상품이었다.
출시 당시 《슈퍼 마리오 랜드》는 게임보이용 작품으로서 가치와 좋은 음악이 장점으로 꼽혀 대체적으로 긍정적인 평가를 얻었으나 짧은 플레이 시간을 지적받았다. 상업적인 대성공을 거둬 게임보이 수명기간동안 판매량이 1800만 장 이상으로, 이는 《슈퍼 마리오브라더스 3》를 제친 기록이었다. 후속작으로 《슈퍼 마리오 랜드 2: 6개의 금화 (1992)》와 《와리오 랜드: 슈퍼 마리오 랜드 3 (1994)》가 발매됐으며, 후자의 경우 독립된 외전 시리즈 《와리오 랜드》로 분리됐다. 

## 줄거리
피라프토 왕국, 뮤다 왕국, 이스턴 왕국, 차이 왕국 등으로 이루어진, 사라사 랜드라고 불리는 나라들이 있었다. 어느 날, 사라사 랜드의 정복을 꿈꾸는 우주 괴인 타탕가가 하늘에서 나타났다. 타탕가는 사라사 랜드의 각 왕국의 주민들에게 우주 최면을 걸어 마음대로 조종하여 순식간에 사라사 랜드를 손에 넣었다. 거기에 사라사 랜드의 공주 데이지도 데려가버렸다. 이 사실을 알게 된 마리오는 데이지 공주가 붙잡혀있다는 차이 왕국으로 향한다. 4개의 왕국을 거쳐 타탕가의 군사들을 물리쳐 가며 마침내 차이 왕국에 도착하게 된 마리오는, 하늘에서 타탕가를 발견하고 물리쳐 데이지 공주를 구해낸다

## 스테이지
총 4개의 월드로 구성되어 있으며 각 월드의 3탄 끝에는 보스가 있다. 역대 공식 마리오 게임 중에서 규모가 가장 작다.
플랫폼이 게임보이라 흑백이다보니 게임보이 컬러에 카트리지를 넣으면 팔레트로 색선정이 가능하다. 그래픽도 특이해졌는데
마리오가 파이어마리오가 되었을 때 쏘는 불이 슈퍼 볼로 바뀌었다. 이것은 그냥 쏘면 바닥에 튕겼다가 하늘로 날아가버린다.

## 평가
| 평가 |             |
| --- | ----------- |
| 평론 점수 평론사 점수 CVG GB: 93% [ 1 ] EGM GB: 31/40 [ 2 ] 유로게이머 3DS: 7/10 [ 3 ] IGN 3DS: 7.5/10 [ 4 ] Mean Machines GB: 90% [ 5 ] Player One GB: 98% [ 6 ] The Games Machine GB: 94% [ 7 ] |             |
| 평론 점수 |             |
| 평론사 | 점수        |
| CVG | GB: 93%     |
| EGM | GB: 31/40   |
| 유로게이머 | 3DS: 7/10   |
| IGN | 3DS: 7.5/10 |
| Mean Machines | GB: 90%     |
| Player One | GB: 98%     |
| The Games Machine | GB: 94%     |

## 참조

### 주해
1. ↑  Super Mario Land, 일본어: スーパーマリオランド